# Campionat d'escacs de Grècia
El campionat d'escacs de Grècia és un torneig d'escacs estatal de Grècia que es juga per determinar el millor jugador d'aquest país.

## Quadre d'honor
| #   | Any  | Guanyador Masculí                     |
| --- | ---- | ------------------------------------- |
| (1) | 1934 | Dimitrios Papantoniou                 |
| (2) | 1935 | Stavros Fryganas                      |
| (3) | 1947 | Marios Mikrouleas                     |
| (4) | 1948 | Christos Mylonas                      |
| 1   | 1949 | Fotis Mastihiadis                     |
| 2   | 1950 | Dimitrios Parliaros                   |
| 3   | 1951 | Georgios Gaitanaros                   |
| 4   | 1952 | Georgios Gaitanaros                   |
| 5   | 1953 | Georgios Gaitanaros                   |
| 6   | 1954 | Dimitrios Parliaros                   |
| 7   | 1956 | Triantafyllos Siaperas                |
| 8   | 1957 | Panayotis Panagopoulos                |
| 9   | 1958 | Haralabos Siggelakis                  |
| 10  | 1959 | Alexandros Angos                      |
| 11  | 1960 | Anastasios Anastasopoulos             |
| 12  | 1961 | Anastasios Anastasopoulos             |
| 13  | 1962 | Hristos Kokkoris                      |
| 14  | 1963 | Konstantinos Hatziotis                |
| 15  | 1964 | Aristidis Paidoussis                  |
| 16  | 1965 | Lazaros Vizantiadis                   |
| 17  | 1966 | Lazaros Vizantiadis                   |
| 18  | 1967 | Anastasios Anastasopoulos             |
| 19  | 1969 | Hristos Kokkoris                      |
| 20  | 1970 | Hristos Kokkoris                      |
| 21  | 1971 | Georgios Makropoulos                  |
| 22  | 1972 | Triantafyllos Siaperas                |
| 23  | 1973 | Georgios Makropoulos                  |
| 24  | 1974 | Miltiadis Grigoriou                   |
| 25  | 1975 | Georgios Makropoulos                  |
| 26  | 1976 | Panayotis Balaskas                    |
| 27  | 1977 | Georgios Makropoulos                  |
| 28  | 1978 | Georgios Makropoulos                  |
| 29  | 1979 | Panayotis Balaskas                    |
| 30  | 1980 | Georgios Makropoulos                  |
| 31  | 1981 | Spyridon Skembris                     |
| 32  | 1982 | Nikolaos Skalkotas                    |
| 33  | 1983 | Efstratios Grivas                     |
| 34  | 1984 | Spyridon Skembris                     |
| 35  | 1985 | Georgios Makropoulos                  |
| 36  | 1986 | Vasilios Kotronias                    |
| 37  | 1987 | Vasilios Kotronias                    |
| 38  | 1988 | Vasilios Kotronias                    |
| 39  | 1989 | Spyridon Skembris                     |
| 40  | 1990 | Vasilios Kotronias                    |
| 41  | 1991 | Vasilios Kotronias                    |
| 42  | 1992 | Vasilios Kotronias                    |
| 43  | 1993 | Spyridon Skembris                     |
| 44  | 1994 | Vasilios Kotronias                    |
| 45  | 1995 | Ioannis Nikolaidis                    |
| 46  | 1996 | Efstratios Grivas                     |
| 47  | 1997 | Ioannis Papaioannou                   |
| 48  | 1998 | Ioannis Papaioannou                   |
| 49  | 1999 | Ioannis Papaioannou                   |
| 50  | 2000 | Hristos Banikas                       |
| 51  | 2001 | Hristos Banikas                       |
| 52  | 2002 | Hristos Banikas                       |
| 53  | 2003 | Hristos Banikas                       |
| 54  | 2004 | Hristos Banikas                       |
| 55  | 2005 | Hristos Banikas                       |
| 56  | 2006 | Vasilios Kotronias                    |
| 57  | 2007 | Ioannis Papadopoulos                  |
| 58  | 2008 | Hristos Banikas                       |
| 59  | 2009 | Hristos Banikas                       |
| 60  | 2010 | Vasilios Kotronias                    |
| 61  | 2011 | Andónios Pavlidis                     |
| 62  | 2012 | Andónios Pavlidis                     |
| 63  | 2013 | Sotirios Malikentzos                  |
| 64  | 2014 | Vasilios Kotronias                    |
| 65  | 2015 | Athanasios Mastrovasilis              |
| 66  | 2016 | Andónios Pavlidis                     |
| 67  | 2017 | Ioannis Nikolaidis                    |
| 68  | 2018 | Athanasios Mastrovasilis              |
| 69  | 2019 | Stamatis Kourkoulos Arditis           |
| --  | 2020 | (no celebrat, a causa de la COVID-19) |
| 70  | 2021 | Athanasios Mastrovasilis              |
| 71  | 2022 | Georgios Mitsis                       |
| 72  | 2023 | Stamatis Kourkoulos-Arditis           |

| #   | Any  | Guanyadora Femenina                   |
| --- | ---- | ------------------------------------- |
| (1) | 1947 | Mousina Klio                          |
| 1   | 1978 | Fouriki Artemis                       |
| 2   | 1979 | Fouriki Artemis                       |
| 3   | 1980 | Fouriki Artemis                       |
| 4   | 1981 | Maria Petraki                         |
| 5   | 1982 | Nika Ekaterini                        |
| 6   | 1983 | Nika Ekaterini                        |
| 7   | 1984 | Evangelia Kontou                      |
| 8   | 1985 | Evangelia Kontou                      |
| 9   | 1986 | Efrosini Kasioura Anna-Maria Botsari  |
| 10  | 1987 | Evangelia Kontou                      |
| 11  | 1988 | Anna-Maria Botsari                    |
| 12  | 1989 | Maria Petraki                         |
| 13  | 1990 | Marina Makropoulou                    |
| 14  | 1991 | Aspasia Giaitzi                       |
| 15  | 1992 | Evangelia Kontou                      |
| 16  | 1993 | Maria Petraki                         |
| 17  | 1994 | Marina Makropoulou                    |
| 18  | 1995 | Ekaterini Fakhiridou                  |
| 19  | 1996 | Marina Makropoulou                    |
| 20  | 1997 | Anna-Maria Botsari                    |
| 21  | 1998 | Marina Makropoulou                    |
| 22  | 1999 | Marina Makropoulou                    |
| 23  | 2000 | Maria Kouvatsou                       |
| 24  | 2001 | Anna-Maria Botsari                    |
| 25  | 2002 | Anna-Maria Botsari                    |
| 26  | 2003 | Ekatrini Fakhiridou                   |
| 27  | 2004 | Marina Makropoulou                    |
| 28  | 2005 | Ekatrini Fakhiridou                   |
| 29  | 2006 | Anna-Maria Botsari                    |
| 30  | 2007 | Marina Makropoulou                    |
| 31  | 2008 | Marina Makropoulou                    |
| 32  | 2009 | Vera Papadopoulou                     |
| 33  | 2010 | Anna-Maria Botsari                    |
| 34  | 2011 | Marina Makropoulou                    |
| 35  | 2012 | Ekaterini Pavlidou                    |
| 36  | 2013 | Ekaterini Pavlidou                    |
| 37  | 2014 | Haritomeni Markantonaki               |
| 38  | 2015 | Ekaterini Pavlidou                    |
| 39  | 2016 | Stavroula Tsolakidou                  |
| 40  | 2017 | Ekaterini Pavlidou                    |
| 41  | 2018 | Ioulia Makka                          |
| 42  | 2019 | Haritomeni Markantonaki               |
| --  | 2020 | (no celebrat, a causa de la COVID-19) |
| 43  | 2021 | Haritomeni Markantonaki               |
| 44  | 2022 | Marina Makropoulou                    |
| 45  | 2023 | Marianna Stefanidis                   |